# ثقافة صحية
الثقافة الصحية هي القدرة على الوصول إلى المعلومات الصحية وفهمها واستخدامها بشكل فعّال لاتخاذ قرارات صحية مدروسة واتباع التعليمات العلاجية. يوجد عدة تعريفات للثقافة الصحية بسبب تعدد السياقات التي تُقدّم فيها المعلومات الصحية (مثل الرعاية الصحية، وسائل الإعلام، الإنترنت، أو مرافق اللياقة البدنية) والمهارات التي يمتلكها الأفراد في تلك السياقات.
نظرًا لأن الثقافة الصحية تعد عاملًا رئيسيًا في التفاوتات الصحية، فهي تشكل مصدر قلق متزايد للمهنيين الصحيين. وقد أظهرت نتائج التقييم الوطني لمحو أمية البالغين لعام 2003 الذي أجرته وزارة التعليم الأمريكية أن 36% من المشاركين سجلوا مستويات "أساسية" أو "دون الأساسية" من حيث ثقافتهم الصحية، مما يعني أن نحو 80 مليون أمريكي يعانون من محدودية في الثقافة الصحية. هؤلاء الأفراد يواجهون صعوبة في القيام بالمهام الصحية اليومية، مثل قراءة ملصقات الأدوية الموصوفة.
تتعدد العوامل التي تؤثر على الثقافة الصحية، ولكن العوامل التالية أثبتت ارتباطًا قويًا بزيادة خطر ضعف الثقافة الصحية : العمر (خاصةً للأشخاص الذين تجاوزوا 65 عامًا)، إجادة ضعيفة للغة الإنجليزية أو كونها لغة ثانية، الحالات المزمنة، مستوى التعليم المنخفض، والوضع الاجتماعي والاقتصادي الأقل. يميل المرضى ذوو الثقافة الصحية المحدودة إلى فهم أقل عن حالاتهم الطبية وعلاجاتهم، ويشكون عمومًا من حالة صحية أسوأ.
أثبتت بعض التدخلات فعاليتها في تحسين سلوكيات الأشخاص ذوي الثقافة الصحية المحدودة، مثل تبسيط المعلومات والرسوم التوضيحية، تجنب المصطلحات المعقدة، استخدام أساليب "التعليم عبر المراجعة الذاتية"، وتشجيع المرضى على طرح الأسئلة. وقد شملت مبادرة "أشخاص أصحاء 2020" التي أطلقتها وزارة الصحة والخدمات الإنسانية الأمريكية موضوع الثقافة الصحية كأولوية جديدة، مع وضع أهداف لتحسينه خلال العقد القادم.
وفي إطار التخطيط لـ "أشخاص أصحاء 2030" (الإصدار الخامس من المبادرة)، أصدرت وزارة الصحة والخدمات الإنسانية "طلبًا للتعليقات المكتوبة على تعريف محدث للثقافة الصحية. تتعامل العديد من المقترحات مع حقيقة أن "الثقافة الصحية متعددة الأبعاد"، وهو نتيجة لجهود منسقة تشمل الأفراد الذين يسعون للحصول على الرعاية أو المعلومات، مقدمي الرعاية، تعقيد النظام ومتطلباته، واستخدام لغة بسيطة للتواصل.

## الخصائص
تتداخل العديد من العوامل في تحديد مستوى الثقافة الصحية التي توفرها مواد التثقيف الصحي أو التدخلات الصحية الأخرى. من أبرز هذه العوامل: مستوى القراءة، مستوى الحساب، عوائق اللغة، مدى ملاءمة المواد ثقافيًا، الشكل، الأسلوب، بناء الجمل، استخدام الرسوم التوضيحية، وتشجيع التفاعل، بالإضافة إلى العديد من العوامل الأخرى التي تؤثر على مدى سهولة استيعاب المعلومات وتطبيقها.
أظهرت دراسة أجرتها عدة مستشفيات في الولايات المتحدة عام 1995 على 2600 مريض أن ما بين 26% إلى 60% من المرضى يواجهون صعوبة في فهم إرشادات الأدوية، أو تقديم الموافقة الواعية، أو استيعاب المواد الصحية الأساسية.

## تاريخ الثقافة الصحية
الثقافة الصحية هي مجال حديث ومتعدد التخصصات ظهر بفضل جهود مجموعتين من الخبراء. تضم المجموعة الأولى أطباء ومقدمي خدمات صحية ومسؤولين عن التثقيف الصحي، بينما تضم المجموعة الثانية متخصصين في التعليم الأساسي للكبار والممارسين لبرامج تعليم الإنجليزية كلغة ثانية (ESOL). يعد الأطباء مصدرًا أساسيًا لفهم الحالة الصحية للمريض وتنفيذ الدراسات التشخيصية، بينما يعمل متخصصو التعليم الأساسي للكبار وتعليم اللغة الإنجليزية للناطقين بلغات أخرى على تصميم وتقديم التدخلات التي تهدف إلى تحسين مهارات القراءة والكتابة والتحدث لدى الأفراد. كما يواصلون تضمين المعلومات الصحية في المناهج التعليمية لتعزيز الثقافة الصحية. تساعد مجموعة من الأساليب التعليمية المتبعة في تعليم البالغين على تنمية مهارات الثقافة الصحية لدى الأفراد في الفصول الدراسية التقليدية وكذلك في بيئاتهم اليومية حيث يعيشون ويعملون.

### منهج الطب الحيوي
وصف منهج الطب الحيوي، الذي انتشر في الولايات المتحدة في فترتي الثمانينات والتسعينات، الأفراد على أنهم غالبًا ما يعانون من نقص أو انخفاض في مستوى الثقافة الصحية. هذا المنهج يفترض أيضًا أن المتلقين سلبيون فيما يحصلون عليه من الثقافة الصحية، ويعتقد القائمون عليه أن نماذج الثقافة الصحية والتعلم محايدة سياسيًا وقابلة للتطبيق عالميًا. ومع ذلك، ثبت افتقار هذا الأسلوب للدقة عندما وُضع في سياقات أكثر شمولاً مثل المنظور البيئي والنقدي والثقافي للصحة. هذا المنهج أفضى إلى العديد من الدراسات المتعلقة بالموضوع وما زال يُنتج مثل هذه الدراسات حتى اليوم.
عندما تتوفر مستويات مناسبة من الثقافة الصحية — أي عندما يمتلك الأفراد المعرفة الكافية والمهارات اللازمة ويشعرون بالثقة التي تمكنهم من التحكم في مسار صحتهم — فإن الناس يصبحون قادرين على الحفاظ على صحتهم، والتعافي من الأمراض، والتعايش مع الإعاقات أو الأمراض المزمنة.
من جانب آخر، وضح ماكموري (McMurray) أن الثقافة الصحية تُعتبر مهمة في المجتمع لأنها تساعد في معالجة الفجوات التي تحدث عند تقديم الخدمات الصحية. فعادةً ما يكون الأشخاص الذين يفتقرون إلى الوعي الصحي هم أولئك الذين يعيشون في مجتمعات أقل تقدمًا من الناحية الاقتصادية والاجتماعية. كما يؤكد أنه عندما يكون لدى الفرد وعي بمعلومات متعلقة بتحسين صحته أو بوجود سبل للوصول إلى الموارد الصحية، يزداد لديه الشعور بالتمكين. أما بالنسبة لبعض الأفراد، فيصبح نقص التعليم والوعي الصحي الذي يواجهونه سببًا لشعورهم بالحرمان من القدرة على التحكم في حياتهم الصحية في أي وقت.
تتضمن الرؤية الأشمل للثقافة الصحية القدرة على فهم المفاهيم العلمية والأبحاث الصحية، إضافة إلى مهارات الاتصال الشفوية والمكتوبة، والمرسلة عبر الإنترنت، والتفسير النقدي للرسائل التي تبثها وسائل الإعلام، وفهم الأنظمة المعقدة للإدارة والرعاية الصحية، ومعرفة واستخدام رأس المال المجتمعي وموارده، واستغلال المعلومات المتاحة عن الثقافة والسكان المحليين في اتخاذ القرارات التي تتعلق بالصحة (نوتبيم 2000، راتزان 2001، زاركاودولاس، بليزنت، وجرير 2002). وتتصور هذه الرؤية الثقافة الصحية كعامل اجتماعي مُحدد للصحة، مما يوفر فرصة كبيرة للحد من التفاوتات التي تحدث عند تقديم الخدمات الصحية.
ويُعرّف هذا المنظور الثقافة الصحية على أنها مجموعة واسعة من المهارات والكفاءات التي يطورها الأفراد على مدار حياتهم من أجل البحث عن المعلومات الصحية وفهمها وتقييمها واستخدامها، وكذلك المفاهيم الصحية لاتخاذ قرارات واعية وتقليل المخاطر الصحية، بالإضافة إلى تحسين جودة حياتهم (زاركاودولاس، بليزنت، وجرير 2006). بينما تختلف التعريفات في الصياغة، إلا أنها تتفق جميعها ضمن نفس الإطار النظري الذي يقدمه التعريف السابق.
إن تعريف الثقافة الصحية بتلك الطريقة يبني الأساس لنموذج متعدد الأبعاد من الثقافة الصحية الذي يدور حول أربعة مجالات مركزية هي:
- الثقافة الأساسية
- الثقافة العلمية
- الثقافة المدنية
- الثقافة الثقافية

## سلامة المرضى والنتائج
طبقًا للتقرير الذي قدمه معهد الطب (2004)، فإن انخفاض مستوى الثقافة الصحية يؤثر سلبًا على نتائج العلاج، كما يؤثر على سلامة تقديم الرعاية الصحية. يكون المرضى ذوي الثقافة الصحية المنخفضة أكثر عرضة للإقامة في المستشفيات لفترات أطول، ويعانون من ضعف الالتزام بالعلاج، وقد يرتكبون أخطاء في تناول الأدوية، كما أنهم لا يلجأون إلى الرعاية الطبية إلا عندما تتدهور حالتهم الصحية.
قد يؤدي عدم التوافق بين مستوى التواصل في العيادة الطبية وبين قدرة المريض على الاستيعاب إلى حدوث أخطاء دوائية ونتائج طبية عكسية. يؤثر نقص الثقافة الصحية في جميع فئات السكان، على الرغم من أن هذا التأثير قد يختلف في بعض الفئات السكانية مثل كبار السن، والأقليات العرقية، والمهاجرين الجدد، ومن يعانون من ضعف الوعي والإدراك. لا تقتصر المشكلة على عامة الناس فقط، بل قد يفتقر أيضًا متخصصو الرعاية الصحية، مثل الأطباء والممرضين والعاملين في مجال الصحة العامة، إلى مهارات الثقافة الصحية، مثل القدرة على شرح المسائل الصحية بوضوح للمرضى والجمهور.

### تحديد المخاطر
يعد تحديد المرضى المعرضين للخطر نتيجة لنقص الوعي الصحي خطوة هامة، حيث يؤدي ذلك إلى تحسين السلوكيات الصحية، مثل الاستخدام الصحيح للأدوية، والاستفادة من الفحوصات الطبية، والقيام بالتدابير الوقائية الفعّالة مثل ممارسة التمارين الرياضية والإقلاع عن التدخين، وذلك عند تزويد المرضى ذوي الثقافة الصحية المنخفضة بمعينات بصرية وكتيبات سهلة القراءة أو شرائط فيديو.
تم تطوير عدة اختبارات لقياس الثقافة الصحية بهدف التحقق من صحة الدراسات البحثية، ولكن في الممارسة العملية، قد يستغرق التقييم ثلاث دقائق فقط في عيادة الطبيب. أوضحت مقالة حديثة عن الثقافة الصحية، نشرت في مجلة الجمعية الطبية الأمريكية تحت عنوان "سلسلة الفحص الطبي العقلاني"، أن الأسئلة أحادية العنصر قد تكون مفيدة. على سبيل المثال، يقدم الاستفسار البسيط "ما مدى ثقتك في ملء استمارات طبية بنفسك؟" معدلات احتمالية مختلفة حسب الإجابة: حيث يعطي الإجابة "بواثق قليلاً" أو "غير واثق نهائيًا" معدل احتمال (LR) بلغ 5.0 للثقافة الصحية المحدودة (مع فترة ثقة 95% بمقدار [CI], 3.8-6.4)، في حين أن الإجابة "بواثق إلى حد ما" لها معدل احتمال 2.2 (95% فترة الثقة بمقدار 1.5-3.3)، بينما الإجابة "أثق قليلاً" أو "أثق للغاية" لديها معدل احتمال 0.44 (95% فترة الثقة بمقدار 0.24-0.82).

### انتشار مرض السكري في المجتمعات الأمريكية الفيتنامية
يعد مرض السكري من المشكلات الصحية سريعة الانتشار بين أوساط المهاجرين، حيث يصيب تقريبًا 10% من الأمريكيين الآسيويين. كما يُعتبر خامس أكثر الأسباب المؤدية إلى الوفاة بين الأمريكيين الآسيويين في الفئة العمرية بين 45 و64 سنة. ويعد النوع الثاني من مرض السكري، وهو الأكثر شيوعًا، من بين هذه الحالات. ويُصاب الأشخاص بالنوع الثاني من السكري نتيجة لعدم استجابة الجسم للأنسولين بفعالية، مما يؤدي إلى ارتفاع نسبة السكر في الدم. يعتبر السكري مرضًا مزمنًا ولا يوجد له علاج معروف حاليًا. ويمثل مرض السكري عبئًا اجتماعيًا مستمرًا، كما أنه مرض منهك ومكلف، حيث تصل تكلفة النظم الصحية المتعلقة به إلى حوالي 100 مليار دولار سنويًا.
يصيب مرض السكري بنسبٍ متفاوتة التجمعات السكانية متعددة العرقيات التي تعاني من نقص في الخدمات الصحية، مثل المجتمعات الأمريكية الفيتنامية. ويرتبط المرض جزئيًا بمستوى الثقافة الصحية لدى الأفراد، مثل قدرتهم على قراءة اللغة الإنجليزية وفهم مستويات السكر في الدم، بالإضافة إلى قدرتهم على التواصل مع المتخصصين في الرعاية الصحية. تشير دراسات أخرى إلى أن نقص المعرفة بأعراض المرض ومضاعفاته يؤدي إلى تفاقم الإصابة بالمرض.
ووفقًا لدراسة ملاحظية تم إجراؤها في عدة قطاعات، أظهر المرضى الأمريكيون الفيتناميون المصابون بمرض السكري علامات ضعف في التحكم بمستويات السكر في الدم وعدم الالتزام بالعلاج، وذلك بسبب نقص المعرفة والخبرة في إدارة المرض. يتطلب الفهم الكامل لأعباء المرض المزمن في المجتمعات الأمريكية الفيتنامية البحث عن الثقافة الصحية الخاصة بمرض السكري مع الأخذ في الاعتبار اللغة، الثقافة، وظروف المهاجرين.
لا تمتلك مجموعات الأقليات العرقية والمجتمعات المهاجرة عادةً معرفة كافية بأساليب تحسين الصحة، وهم يواجهون أيضًا صعوبات كبيرة في الحصول على خدمات طبية، بالإضافة إلى ضعف الاتصال مع المتخصصين في الرعاية الصحية. ووفقًا لمراجعة حديثة، دعمت الدراسات العلاقة المستقلة بين الثقافة الصحية والمعرفة المتعلقة بكيفية إدارة مرض السكري والتحكم في مستويات السكر، إلا أن تأثير هذه العلاقة على المرضى لم يتم توضيحه بشكل كافٍ حتى الآن.
ومع الحاجة المستمرة لإدارة الذات للمرضى المصابين بالأمراض المزمنة (مثل اتباع نظام غذائي مناسب لمرض السكري ومراقبة مستويات السكر في الدم)، تظل الحاجة إلى تثقيف المرضى من ثقافات معينة وضعيفة مستمرة، وذلك للوصول إلى التحكم الفعّال في مرض السكري وآثاره الصحية المتنوعة في مجتمعات المهاجرين الأمريكيين الفيتناميين ذات الدخل المنخفض وحتى متوسط الدخل.

## الثقافة الصحية الإلكترونية
نتيجةً للتأثير المتزايد للإنترنت في البحث عن المعلومات وأهداف نشر المعلومات الصحية، أصبح "الثقافة الصحية الإلكتروني" موضوعًا هامًا للبحث في السنوات الأخيرة. يُشار إلى نموذج الثقافة الصحية الإلكتروني أيضًا بـ «نموذج ليلي»، الذي يشتمل على أنواع الثقافة التالية، حيث لكلٍ منها دور فعال في الفهم الكلي وقياس حجم الثقافة الصحية الإلكتروني:
- الثقافة التقليدية
- الثقافة في كيفية استخدام الحاسب الآلي
- الثقافة المعلوماتي
- الثقافة الإعلامي
- الثقافة العلمي
- الثقافة الصحية